# Lunca (rezervație forestieră)
Lunca (în ucraineană Лунківський заказник) este o rezervație forestieră de importanță națională din raionul Storojineț, regiunea Cernăuți (Ucraina), situată la sud-vest de orașul Crasna, în apropierea taberei turistice „Lunca” («Лунка»). Este administrată de „Silvicultura Storojineț”.
Suprafața ariei protejate constituie 106 hectare, fiind creată în anul 1974 prin decizia comitetului executiv regional. Rezervația este situată pe pantele muntelui Grosului (886 m.) din lanțul Pocuția-Bucovina a Carpaților, cu valoroase păduri virgine mixte de molid-brad-fag, cu prezențe sporadice de arțar și paltin de munte. Unii fagi ating vârsta de 200 de ani. Tufișul este reprezentat de soc negru și altele. Învelișul de iarbă include plante rare ca Dentaria bulbifera, vinăriță, Oxalis acetosella, iederă, Matteuccia struthiopteri, Platanthera bifolia, enumerate în Cartea Roșie a Ucrainei.